# フォンターナ・リーリ
フォンターナ・リーリ（伊: Fontana Liri）は、イタリア共和国ラツィオ州フロジノーネ県にある、人口約2,600人の基礎自治体（コムーネ）。

## 地理

### 位置・広がり
フロジノーネ県の中部に位置するコムーネ。県都フロジノーネから東へ17km、カッシーノから西北西へ28km、ローマから東南東へ93kmの距離にある。

#### 隣接コムーネ
隣接するコムーネは以下の通り。
- アルチェ
- アルピーノ
- モンテ・サン・ジョヴァンニ・カンパーノ
- ロッカ・ダルチェ
- サントパードレ

### 気候分類・地震分類
フォンターナ・リーリにおけるイタリアの気候分類 (it) および度日は、zona D, 1523 GGである。
また、イタリアの地震リスク階級 (it) では、zona 2A (sismicità media) に分類される。

## 行政

### 山岳部共同体
広域行政組織である山岳部共同体「ヴァッレ・デル・リーリ山岳部共同体」 (it:Comunità montana Valle del Liri) （事務所所在地: アルチェ）を構成するコムーネの一つである。

## 人物

### 著名な出身者
- マルチェロ・マストロヤンニ - 20世紀の映画俳優。